# فيتنام
فيتنام (بالفيتنامية: Việt Nam) رسميًا جمهورية فيتنام الاشتراكية هي جمهورية اشتراكية في جنوب شرقي آسيا على خليج تونكين وبحر الصين عاصمتها هانوي. تقع في أقصى شرق شبه جزيرة الهند الصينية، وتحدها من الشمال الصين ومن الشرق خليج تونكين، ويحدها من الغرب لاوس، وتايلاند وكمبوديا. عاصمتها هانوي ومن مدنها مدينة هو تشي منه أو سايغون سابقاً، وهايفونغ.

## التسمية
اعتمد الإمبراطور «جيا لونغ» اسم «فيتنام» (تقرأ فيتنام ‎vjə̀tnam‏) كإسم رسمي للبلاد سنة 1804م، وهو تعديل لاسم «نام فييت» (南越 (فييت الجنوبية) الذي استخدمته البلاد اسماً لها في عصورها القديمة. وفي سنة 1839 عدل الإمبراطور «منه مانغ» اسم الدولة إلى «داي نام» (أي الجنوب العظيم)، ثم عاد الاسم مرة أخرى إلى «فيتنام» رسمياً سنة 1945.

## التاريخ

### عصر ما قبل الأسرات

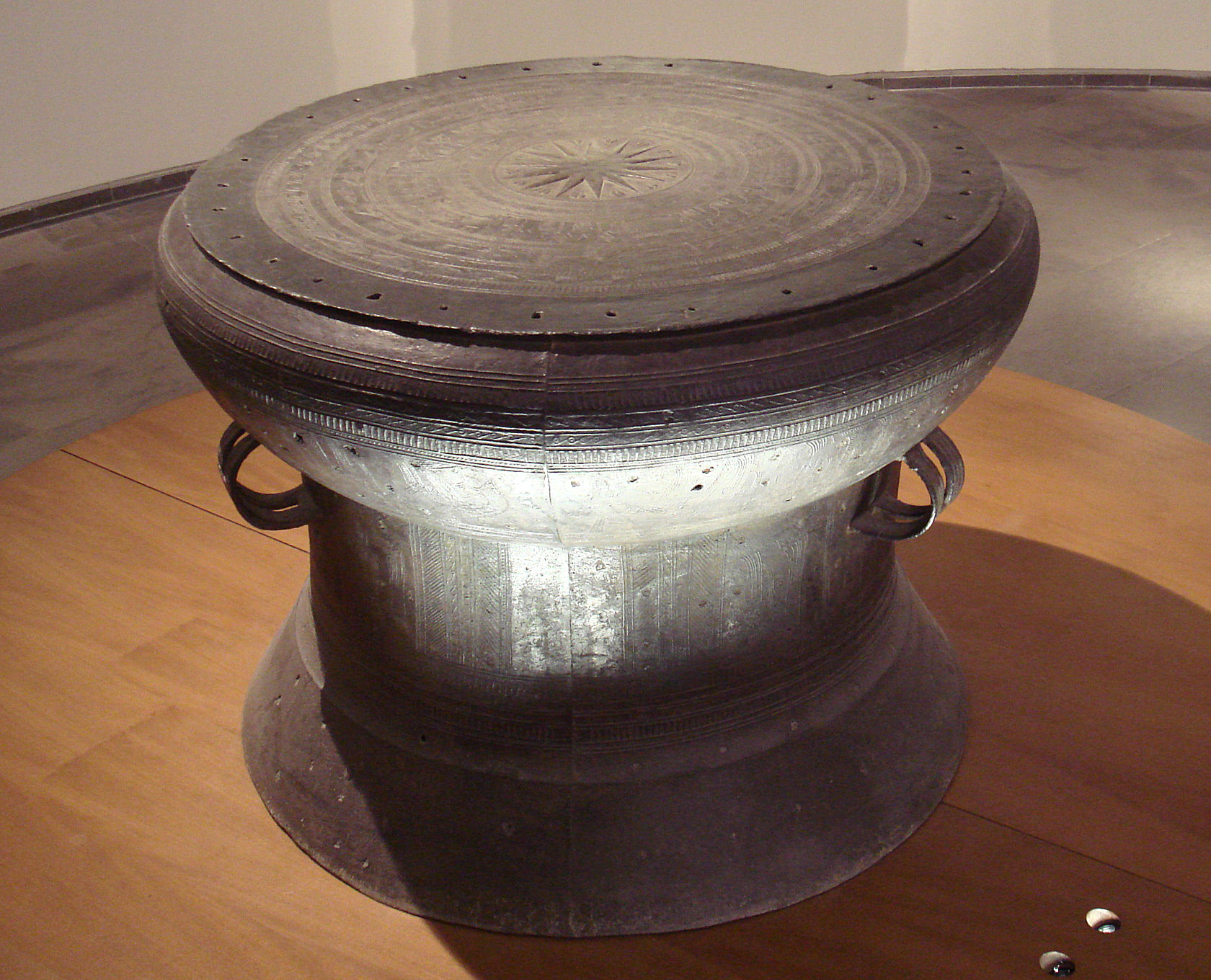
برميل برونزي من الحضارة دونغ سون، فيتنام

سكنت المنطقة المعروفة حالياً باسم «فيتنام» منذ العصر الحجري القديم، وهناك مواقع أثرية في محافظة تان هوا يرجع تاريخها إلى عدة آلاف من السنين. ويرجع علماء الآثار بدايات الحضارة الفيتنامية إلى حضارة «فونغ نغوين» التي ظهرت في أواخر العصر الحجري الحديث وبدايات العصر البرونزي وتمركزت في محافظة فين فوك الفيتنامية منذ حوالي سنة 2000 إلى 1400 ق.م. وحوالي 1200 ق.م ومع تطور زراعة الأرز وصناعة سبك البرونز في حوض نهر ما وحوض النهر الأحمر ظهرت حضارة دونغ سون التي اشتهرت باستخدامها البرونز في صناعة الأسلحة والأدوات، وقد اكتشف الكثير من مناجم النحاس القديمة في شمال فيتنام، هناك بعض أوجه الشبه بين المواقع دونغ سون ومواقع أخرى في جنوب شرق آسيا وتشمل وجود توابيت على شكل زورق وجرات للدفن، أعمدة أو ركائز للمنازل وغيرها من الأدوات البسيطة.

### عصر الأسرات

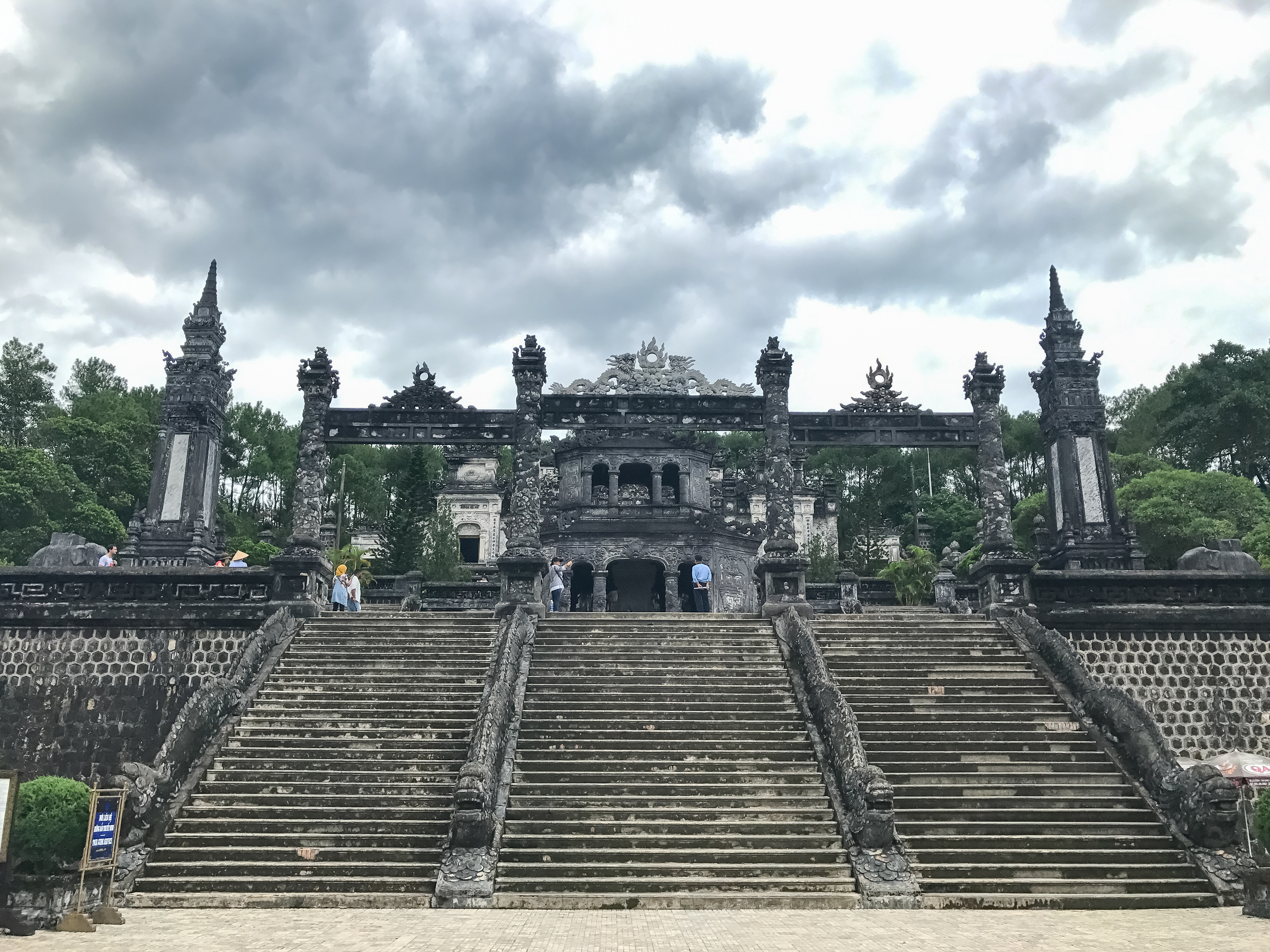
مقابر الملوك في هيو

بعد ضم أسرة هان الصينية فيتنام إليها بدءاً من سنة 111 ق.م، استمرت بالخضوع للتبعية الصينية لألف سنة، وقد كانت هناك محاولات للاستقلال ولكنها لم تدم طويلاً، كمثل محاولة الأخوات ترونغ ومحاولة الأميرة تريو، وأطول فترة استقلال ذاتي كانت ما بين 544 و 602 م من فان هوان خلال حكم أسرة لي الأولى. وفي عام 938 م هزم أحد القادة الفيتناميين القوات الصينية في معركة «نهر باتش دانغ». فاستعادت البلاد استقلالها بعد 10 قرون من الهيمنة الصينية. وأعاد تسميتها إلى داي فييت (فييت العظمى)، وقد عاشت فيتنام عصرها الذهبي خلال حكم أسرتي «لي» و«تران»، وقد تمكنت داي فييت من منع ثلاث محاولات لغزوها من قبل المغول. ازدهرت الديانة البوذية في فيتنام حتى أضحت الديانة الرسمية للبلاد. ثم تعرضت البلاد خلال حكم «أسرة هو» لهيمنة الصين خلال أسرة مينج، ولكن سرعان ما تخلصت من التبعية بقيادة لي ليو مؤسس أسرة لي. وقد وصلت فيتنام أقصى امتداد لها خلال أسرة لي في القرن الخامس عشر، على وجه الخصوص خلال فترة حكم الإمبراطور لي تانه تونغ (1468-1497).
توسعت فيتنام جنوباً وما بين قرن الحادي عشر والثامن عشر، خلال ما يسمى بعملية نام تيان nam tiến أو التمدد إلى الجنوب. حتى غزت أخيراً مملكة جامبا (مملكة كمبوديا) وأجزاء من مملكة الخمير.

خريطة لفيتنام تظهر تمدد فيتنام جنوبا (نام تيان 1069-1757).

اجتاحت الحروب الأهلية التي آذنت بنهاية تلك الأسرة، فقد ظهرت أسرة ماك المدعومة من الصين متحدية لنفوذ أسرة لي، ولكن لم تنتهِ تلك الأسرة من المناهضين من أسرة ماك إلا وقد وصلت إلى مرحلة من الضعف بحيث تم تقسيم البلاد ما بين لوردات حكموا شمال البلاد (لوردات ترينه) وجنوبها (لوردات نجوين)، مما أدخل البلاد في آتون الحرب الأهلية استمرت لأربعة عقود. خلال تلك الفترة تمكن النجويان من التوسع جنوباً وضم دلتا الميكونج وبلاد تشامبا وأراضي الخمير الحمر التي حول دلتا نهر الميكونج إليهم. ثم انتهت الحرب بتمكن أخوة تاي سون من هزيمة كلا الأسرتين واستلامهما بزمام الحكم. بيد أن ذلك لم يدم طويلاً حتى تمكن لوردات نجويان من هزيمتهم بمساعدة الفرنسيين وتوحدت البلاد تحت حكم الأسرة نجويان وإمبراطورهم المسمى جيا لونغ.

### عصر الاستعمار الغربي

علم الهند الصينية الفرنسية (المستعمرة الفرنسية)

علم فيتنام 1885-1890

تآكل استقلال فيتنام تدريجيًا عندما أقدمت فرنسا على سلسلة من الغزوات العسكرية منذ عام 1859 حتى عام 1885 عندما أصبحت البلاد كلها جزءا من مستعمرة الهند الصينية الفرنسية. وفرضت الإدارة الفرنسية تغييرات سياسية وثقافية هامة في المجتمع الفيتنامي على غرار النظام الحديث في الدول الغربية، وطوّرت نظام التعليم وراجت الديانة المسيحية بشكل واسع في المجتمع الفيتنامي. وتركز معظم المستوطنين الفرنسيين في الهند الصينية في كوجين جينا (الثلث الجنوبي من فيتنام وكانت مدينته الرئيسية هي سايغون) وطوّرت الإدارة الفرنسية ما يسمى باقتصاد المزارع (بالإنجليزية plantation economy) لتشجيع الصادرات من التبغ والشاي والقهوة، وتجاهلت دعوات متزايدة من أجل الحكم الذاتي والحقوق المدنية. ثم سرعان ما ظهرت الحركة السياسية الوطنية، بقيادة فان بوي تشاو وفان تشو ترينه وفان دنه فونج، أما الإمبراطور هام نجهى وهو تشي منه فكانا الداعين إلى الاستقلال. ومع ذلك ظلت فرنسا مهيمنة على تلك المستعمرات حتى الحرب العالمية الثانية، عندما أدت حرب اليابان للسيطرة على المحيط الهادي إلى غزو الهند الصينية الفرنسية سنة 1941. وسبق ذلك إنشاء إدارة فيشي الفرنسية، وهي دولة صورية كانت في يد ألمانيا النازية حليفة إمبراطورية اليابان واستغلت الموارد الطبيعية في فيتنام لأغراض الإمبراطورية اليابانية في الحملات العسكرية في المستعمرات البريطانية في الهند الصينية من بورما، وشبه جزيرة الملايو والهند.

### حرب الهند الصينية الأولى

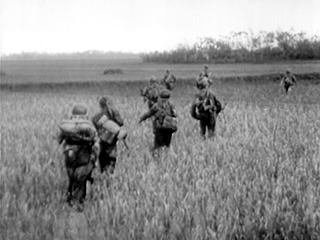
المظليين الفرنسيين في منطقة الدلتا بشمال فيتنام (1952)

في سنة 1941، ظهرت—حركة التحرر الشيوعية القومية -- فيت مين تحت حكم هوشي منه، وسعت إلى استقلال فيتنام عن فرنسا وكذلك مقاومة الاحتلال الياباني. وقد لقي نحو مليوني فيتنامي، أي حوالي 10 ٪ من السكان ماتوا خلال ما يسمى بمجاعة فيتنام من 1944-45. وفي أعقاب الهزيمة العسكرية لليابان وسقوط إمبراطوريتها الفيتنامية الدمية في أغسطس 1945، واستولت قوات فيت مين على هانوي وأعلنت الحكومة المؤقتة، والذي أكدت فيه الاستقلال بتاريخ 2 أيلول / سبتمبر. وقد أرسلت الجمهورية الفرنسية المؤقتة قوات استطلاع فرنسية للشرق الأقصى في نفس العام والتي تم إنشاؤها أصلا لمحاربة قوات الاحتلال اليابانية، وكان هدف هذه القوات مقاومة حركة التحرير واستعادة السيادة الفرنسية. وفي 20 نوفمبر عام 1946، فاندلعت الحرب الهندوصينية الفرنسية التي نجمت عن حادث هايفونغ بين فيت مين والقوات الفرنسية التي دامت حتى 20 تموز/يوليو 1954.
على الرغم من قلة الخسائر الفرنسية - فيلق التدخل السريع دفع ثمن 1/3 ضحاياه بسبب الدعم الصيني السوفييتي لقوات فيت مين - خلال تلك الحرب، إلا أن الفرنسيون وحلفاؤهم من الجيش الوطني الفيتنامي قد خسروا بالنهاية معظم المواقع الإستراتيجية المهمة بعد معركة ديان بيان فو، مما سمح لهوشي منه أن يفاوضهم لأجل وقف إطلاق النار وهو في موقع القوة في مؤتمر جنيف 1954. فانتهى عهد الاستعمار في الهند الصينية بعد تفكك «المستعمرات الفرنسية في الهند الصينية». ووفقا لاتفاقيات جنيف 1954 تم فصل الجنوب عن الشمال، مع وجود منطقة منزوعة السلاح بينهما. وقسمت فيتنام، حيث جزء مع «هوشي منه» فيتنام الديمقراطية الشعبية، وقسم آخر للإمبراطور باو داي في جمهورية فيتنام، وذلك لم يكن مقصودا من اتفاقات 1954، ولكنهم منعوا تدخل قوى ثالثة. وأطاح رئيس وزراء دولة فيتنام نغو دينه ديم ب«باو داي» - خلافا لرأى مستشاره الأمريكي - في استفتاء نظمته "brother Ngo Dinh Nhu"، ونصّب نفسه رئيسا لجمهورية فيتنام. ورضف ديم عقد انتخابات وطنية بحلول سنة 1956، على الرغم من النداءات المتكررة من جانب الشمال لإجراء محادثات لمناقشة الانتخابات.

### أثار الحرب الباردة
بعد تقسيم فيتنام إلى دوليتين منفصلتين الشمال والجنوب بدأت الصين والاتحاد السوفيتي بدعم القسم الشمالي، والولايات المتحدة الأمريكية بدعم القسم الجنوبي، مما أدى إلى نشوب حرب فيتنام التي جعلت من فيتنام مسرحًا لاستعراض القوة الشيوعية والرأسمالية في ذلك الوقت ودفع الفيتناميون ثمن هذه الحرب التي انتهت بهزيمة الأميركيين الذين أُجبروا على الانسحاب في آذار / مارس 1973 من مدينة سايغون التي سيطرة عليها قوات فيتكونغ.

## الجغرافيا

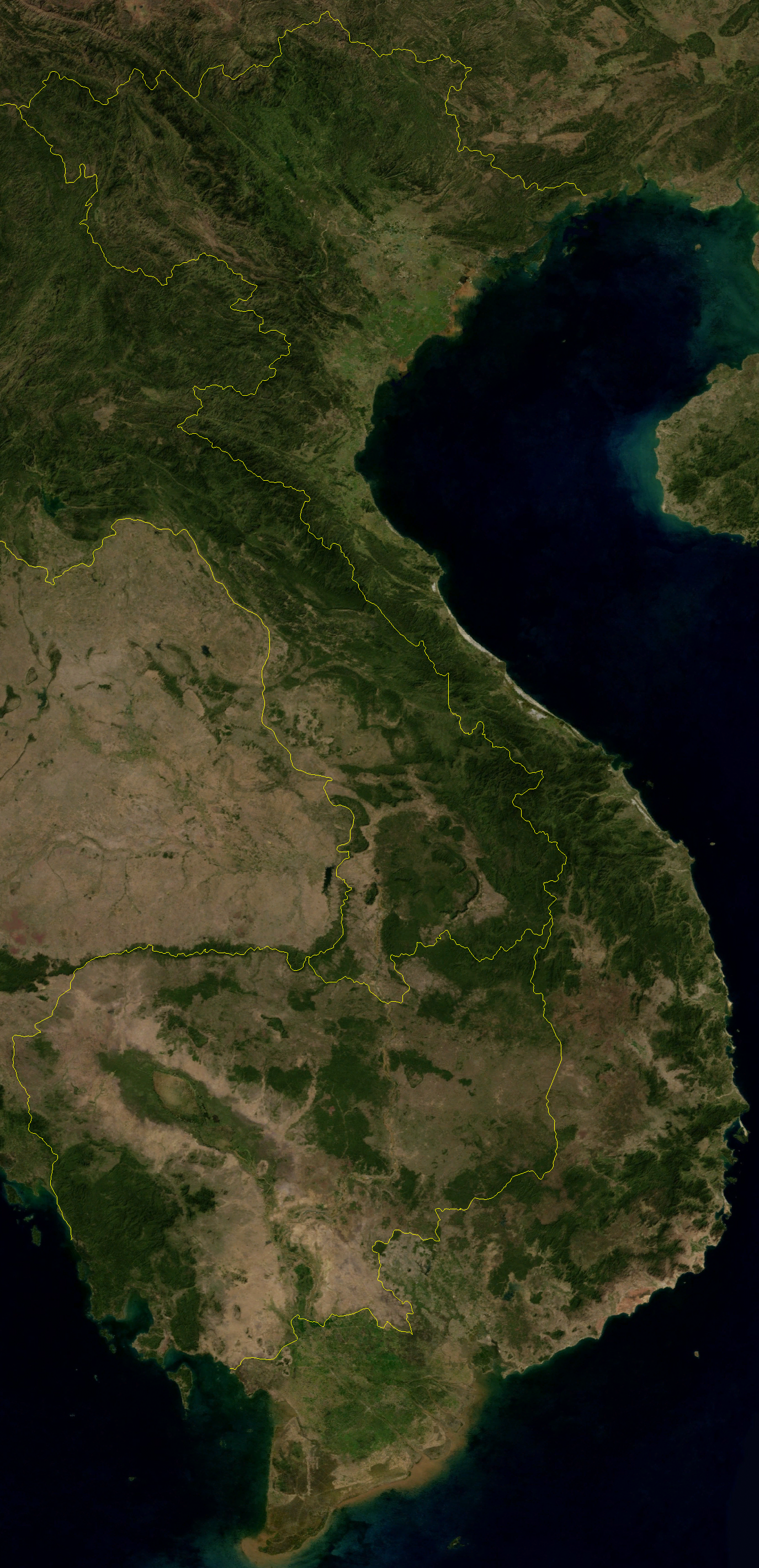
خريطة فضائية قمر صناعي تظهِر أراضي فيتنام.

تقع فيتنام في شبه جزيرة الهند الصينية الشرقية بين خطي العرض 8° و 24° شمالاً وخطي الطول 102° و110° شرقاً. وتغطي مساحة إجمالية قدرها 331,210 كم 2 (127,881 ميل مربع) أو 331,699 كم 2 (128,070 ميل مربع). ويبلغ الطول الإجمالي للحدود البرية للبلاد 4,639 كم (2,883 ميل)، ويبلغ طول ساحلها 3,444 كم (2,140 ميل). وفي أضيق نقطة لها في محافظة كوانغ بينه المركزية، يبلغ عرض البلاد 50 كيلومترًا (31 ميلًا)، على الرغم من أنها تتسع إلى حوالي 600 كيلومتر (370 ميل) في الشمال. معظم أراضي فيتنام جبلية وغابات كثيفة، حيث لا تغطي الأراضي المستوية أكثر من 20٪. تمثل الجبال 40٪ من مساحة البلاد، وتغطي الغابات الاستوائية حوالي 42٪. دلتا النهر الأحمر في الشمال، وهي منطقة مسطحة مثلثة الشكل تغطي 15000 كم 2 (5792 ميل مربع)، أصغر ولكنها أكثر تطوراً وكثافة سكانية من دلتا نهر ميكونج في الجنوب. كانت ذات يوم مدخلاً لخليج تونكين، وقد تم ملؤها على مدى آلاف السنين برواسب الطمي النهرية.  الدلتا، التي تغطي حوالي 40000 كم 2 (15444 ميل مربع)، هي سهل منخفض المستوى لا يزيد عن 3 أمتار (9.8 قدم) فوق مستوى سطح البحر في أي نقطة. تتخللها متاهة من الأنهار والقنوات، والتي تحمل الكثير من الرواسب بحيث يتقدم الدلتا من 60 إلى 80 مترًا (196.9 إلى 262.5 قدمًا) في البحر كل عام. تغطي المنطقة الاقتصادية الخالصة لفيتنام 417663 كيلومترًا مربعًا (161261 ميلًا مربعًا) في بحر الصين الجنوبي. تمتاز جغرافية البلد كباقي البلدان الاستوائية بتنوع التضاريس فيها فمن جهة تجد الأراضي الجبلية ومن جهة أخرى ترى الأراضي السهلية والغابات وهي كثيفة الأشجار.

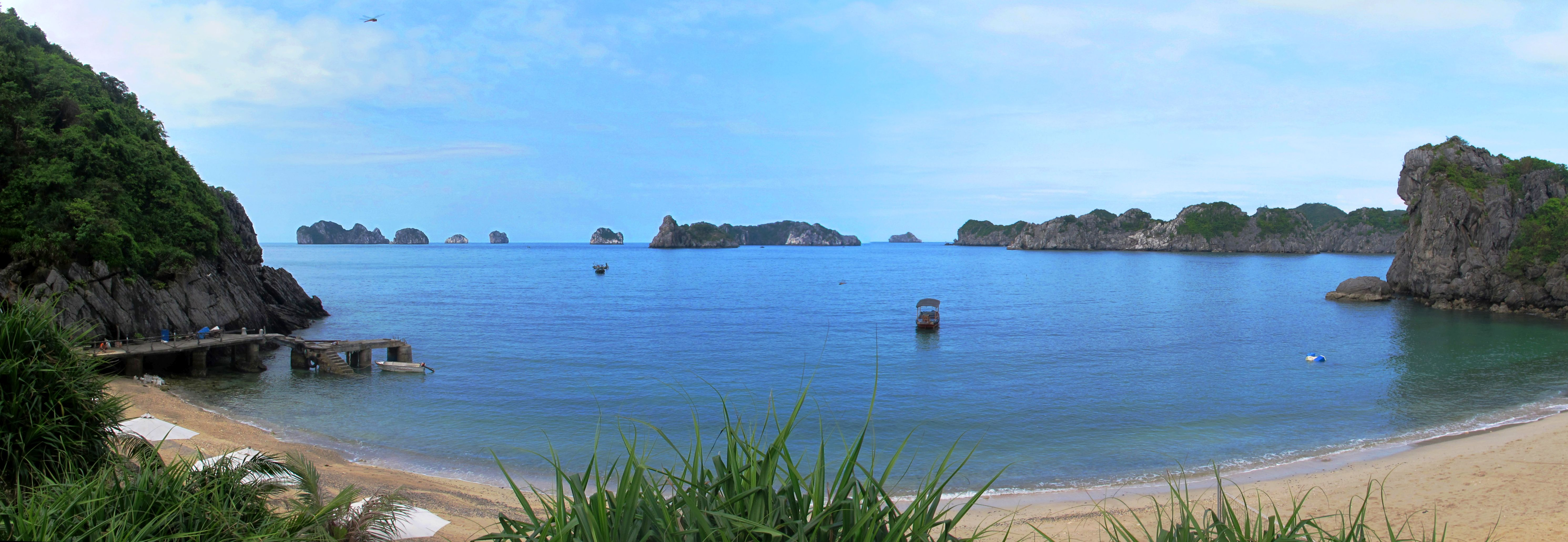
منظر بانورامي لخليج ها لونج

### مناخ

خريطة تصنيف كوبن لمناخ مناطق ڤيتنام.

يتغير المناخ على نطاق واسع من موقع إلى آخر نتيجة لخطوط العرض المختلفة والتنوع الواسع للإغاثة المادية. تهب رياح الرياح الموسمية بشكل متكرر من الشمال الشرقي إلى جانب الساحل الصيني وفوق خليج تونكين خلال فصل الشتاء أو موسم الجفاف، بين نوفمبر وأبريل، وتمتص رطوبة كبيرة. وبالتالي، يكون فصل الشتاء جافًا فقط مقارنة بموسم الأمطار أو الصيف في معظم أنحاء البلاد.
بشكل عام، يكون متوسط درجات الحرارة السنوية أعلى في السهول منها في الجبال وأعلى في الجنوب منها في الشمال. تشهد دلتا ميكونغ والسهول الجنوبية المحيطة بمدينة هوشي منه تغيرًا موسميًا أقل في درجات الحرارة، مع نطاقات على مدار العام من 21 إلى 28 درجة مئوية (69.8 إلى 82.4 درجة فهرنهايت). في الجبال والهضاب والشمال، حيث تتراوح درجات الحرارة من 5 درجات مئوية (41.0 درجة فهرنهايت) في ديسمبر ويناير إلى 37 درجة مئوية (98.6 درجة فهرنهايت) في يوليو وأغسطس، تكون التغيرات الموسمية أكثر وضوحًا. في الجبال والهضاب والشمال، حيث تتراوح درجات الحرارة من 5 درجات مئوية (41.0 درجة فهرنهايت) في ديسمبر ويناير إلى 37 درجة مئوية (98.6 درجة فهرنهايت) في يوليو وأغسطس، تكون التغيرات الموسمية أكثر وضوحًا.

### التقسيمات الإدارية
تنقسم فيتنام إلى 63 محافظة وستة بلديات، تخضع جميعها لحكومة مركزية واحدة وعاصمتها هانوي.
الجدول التالي يحتوى على محافظات فيتنام ويحتوى على تعداد السكان بها ومساحتها، الأول من أبريل عام 2009.
| م  | المحافظة                                 | المركز الاداري                             | المساحة (كم²) | التعداد   | الكثافة (/كم²) | % النسبة | القطاع              |
| -- | ---------------------------------------- | ------------------------------------------ | ------------- | --------- | -------------- | -------- | ------------------- |
| 1  | محافظة باك زانغ - Bắc Giang              | باك زانغ - Bắc Giang                       | 3,827.4       | 1,554,131 | 406.1          | 9.4      | شمال شرق            |
| 2  | محافظة باك كان - Bắc Kạn                 | باك كان - Bắc Kạn                          | 4,868.4       | 293,826   | 60.4           | 16.1     | شمال شرق            |
| 3  | محافظة كاو بانغ - Cao Bằng               | كاو بانغ - Cao Bằng                        | 6,724.6       | 507,183   | 75.4           | 16.9     | شمال شرق            |
| 4  | محافظة ها زانغ - Hà Giang                | ها زانغ - Hà Giang                         | 7,945.8       | 724,537   | 91.2           | 11.6     | شمال شرق            |
| 5  | محافظة لانغ سون - Lạng Sơn               | لانغ سون - Lạng Sơn                        | 8,331.2       | 732,515   | 87.9           | 19.2     | شمال شرق            |
| 6  | محافظة فو تاه - Phú Thọ                  | فيت تشي - Việt Trì                         | 3,528.4       | 1,316,389 | 373.1          | 15.8     | شمال شرق            |
| 7  | محافظة كوانغ ننه - Quảng Ninh            | ها لونغ - Hạ Long                          | 6,099.0       | 1,144,988 | 187.7          | 51.9     | شمال شرق            |
| 8  | محافظة تهاي غوين - Thái Nguyên           | تهاي غوين - Thái Nguyên                    | 3,546.6       | 1,123,116 | 316.7          | 25.6     | شمال شرق            |
| 9  | محافظة توين كوانغ - Tuyên Quang          | توين كوانغ - Tuyên Quang                   | 5,870.4       | 724,821   | 123.5          | 13.0     | شمال شرق            |
| 10 | محافظة لاو كاي - Lào Cai                 | لاو كاي - Lào Cai                          | 6,383.9       | 614,595   | 96.3           | 21.0     | شمال شرق            |
| 11 | محافظة ين باي - Yên Bái                  | ين باي - Yên Bái                           | 6,899.5       | 740,397   | 107.3          | 18.8     | شمال شرق            |
| 12 | محافظة دين بين - Điện Biên               | دين بين فو - Điện Biên Phủ                 | 9,562.5       | 490,306   | 51.3           | 15.0     | شمال غرب            |
| 13 | محافظة هوا بنه - Hòa Bình                | هوا بنه - Hòa Bình                         | 4,684.2       | 785,217   | 167.6          | 15.0     | شمال غرب            |
| 14 | محافظة لا تشاو - Lai Châu                | لا تشاو - Lai Châu                         | 9,112.3       | 370,502   | 40.7           | 14.2     | شمال غرب            |
| 15 | محافظة سون لا - Sơn La                   | سون لا - Sơn La                            | 14,174.4      | 1,076,055 | 75.9           | 13.8     | شمال غرب            |
| 16 | محافظة باك ننه - Bắc Ninh                | باك ننه - Bắc Ninh                         | 823.1         | 1,024,472 | 1,244.7        | 23.5     | دلتا النهر الأحمر   |
| 17 | محافظة ها نام - Hà Nam                   | فو لي - Phủ Lý                             | 859.7         | 784,045   | 912.0          | 9.5      | دلتا النهر الأحمر   |
| 18 | محافظة هاي يونغ - Hải Dương              | هاي يونغ - Hải Dương                       | 1,652.8       | 1,705,059 | 1,031.6        | 19.0     | دلتا النهر الأحمر   |
| 19 | محافظة هونغ اين - Hưng Yên               | هونغ اين - Hưng Yên                        | 923.5         | 1,127,903 | 1,221.3        | 12.1     | دلتا النهر الأحمر   |
| 20 | محافظة نام دنه - Nam Định                | نام دنه - Nam Định                         | 1,650.8       | 1,828,111 | 1,107.4        | 17.6     | دلتا النهر الأحمر   |
| 21 | محافظة ننه بنه - Ninh Bình               | هوا لو - Hoa Lư                            | 1,392.4       | 898,999   | 645.6          | 17.9     | دلتا النهر الأحمر   |
| 22 | محافظة تهاي بنه - Thái Bình              | تهاي بنه - Thái Bình                       | 1,546.5       | 1,781,842 | 1,152.1        | 9.7      | دلتا النهر الأحمر   |
| 23 | محافظة فين فوك - Vĩnh Phúc               | فين ين - Vĩnh Yên                          | 1,373.2       | 999,786   | 728.1          | 22.4     | دلتا النهر الأحمر   |
| 24 | مدينة هانوي - Hà Nội                     | منطقة هوان كيم - Hoàn Kiếm                 | 3,119.0       | 6,451,909 | 2,068.6        | 41.0     | دلتا النهر الأحمر   |
| 25 | مدينة ها فونغ - Hải Phòng                | منطقة هونغ بانغ - Hồng Bàng                | 1,520.7       | 1,837,173 | 1,208.1        | 46.1     | دلتا النهر الأحمر   |
| 26 | محافظة ها تنه - Hà Tĩnh                  | ها تنه - Hà Tĩnh                           | 6,026.5       | 1,227,038 | 203.6          | 14.9     | الساحل الوسط شمالي  |
| 27 | محافظة ني ان - Nghệ An                   | فينه - Vinh                                | 16,498.5      | 2,912,041 | 176.5          | 12.9     | الساحل الوسط شمالي  |
| 28 | محافظة كوانغ بنه - Quảng Bình            | دونغ هاي - Đồng Hới                        | 8,065.3       | 844,893   | 104.8          | 15.0     | الساحل الوسط شمالي  |
| 29 | محافظة كوانغ تشي - Quảng Trị             | دونغ ها - Đông Hà                          | 4,760.1       | 598,324   | 125.7          | 27.4     | الساحل الوسط شمالي  |
| 30 | محافظة تان هوا - Thanh Hóa               | تان هوا - Thanh Hóa                        | 11,136.3      | 3,400,595 | 305.4          | 10.4     | الساحل الوسط شمالي  |
| 31 | هوي - Huế                                | ثوان هوا - Thuận Hóa                       | 5,065.3       | 1,087,420 | 214.7          | 36.0     | الساحل الوسط شمالي  |
| 32 | محافظة داك لاك - Đắk Lắk                 | بون ما تهوت - Buôn Ma Thuột                | 13,139.2      | 1,733,624 | 131.9          | 24.0     | وسط المنطقة الجبلية |
| 33 | محافظة داك نونغ - Đắk Nông               | زا نياه - Gia Nghĩa                        | 6,516.9       | 489,382   | 75.1           | 14.7     | وسط المنطقة الجبلية |
| 34 | محافظة زا لاي - Gia Lai                  | بليكو - Pleiku                             | 15,536.9      | 1,274,412 | 82.0           | 28.6     | وسط المنطقة الجبلية |
| 35 | محافظة كون توم - Kon Tum                 | كون توم - Kon Tum                          | 9,690.5       | 430,133   | 44.4           | 33.5     | وسط المنطقة الجبلية |
| 36 | محافظة لام دونغ - Lâm Đồng               | دا لات - Đà Lạt                            | 9,776.1       | 1,187,574 | 121.5          | 37.8     | وسط المنطقة الجبلية |
| 37 | محافظة بنه دنه - Bình Định               | كوي يون - Quy Nhơn                         | 6,039.6       | 1,486,465 | 246.1          | 27.7     | الساحل وسط جنوبي    |
| 38 | محافظة بنه توان - Bình Thuận             | فان تهيت - Phan Thiết                      | 7,836.9       | 1,167,023 | 148.9          | 39.3     | الساحل وسط جنوبي    |
| 39 | محافظة كان هوا - Khánh Hòa               | نيا تشانغ - Nha Trang                      | 5,217.6       | 1,157,604 | 221.9          | 39.9     | الساحل وسط جنوبي    |
| 40 | محافظة ننه توان - Ninh Thuận             | فان رانغ - تاب كام - Phan Rang - Tháp Chàm | 3,363.1       | 564,993   | 168.0          | 36.1     | الساحل وسط جنوبي    |
| 41 | محافظة فو اين - Phú Yên                  | توي هوا - Tuy Hòa                          | 5,060.6       | 862,231   | 170.4          | 21.8     | الساحل وسط جنوبي    |
| 42 | محافظة كوانغ نام - Quảng Nam             | تام كي - Tam Kỳ                            | 10,438.3      | 1,422,319 | 136.3          | 18.6     | الساحل وسط جنوبي    |
| 43 | محافظة كوانغ ناي - Quảng Ngãi            | كوانغ ناي - Quảng Ngãi                     | 5,152.7       | 1,216,773 | 236.1          | 14.6     | الساحل وسط جنوبي    |
| 44 | مدينة دا نانغ - Đà Nẵng                  | منطقة هاي تشاو - Hải Châu                  | 1,257.3       | 887,435   | 705.8          | 86.9     | الساحل وسط جنوبي    |
| 45 | محافظة باريا فنغ تاو - Bà Rịa - Vũng Tàu | با ريا - Bà Rịa                            | 1,989.6       | 996,682   | 500.9          | 49.9     | جنوب شرق            |
| 46 | محافظة بنه يونغ - Bình Dương             | تهو داو موت - Thủ Dầu Một                  | 2,696.2       | 1,481,550 | 549.5          | 29.9     | جنوب شرق            |
| 47 | محافظة بنه فوك - Bình Phước              | دونغ سواي - Đồng Xoài                      | 6,883.4       | 873,598   | 126.9          | 16.5     | جنوب شرق            |
| 48 | محافظة دون ناي - Đồng Nai                | بين هوا - Biên Hòa                         | 5,903.9       | 2,486,154 | 421.1          | 33.2     | جنوب شرق            |
| 49 | محافظة تاي ننه - Tây Ninh                | تاي ننه - Tây Ninh                         | 4,035.9       | 1,066,513 | 264.3          | 15.6     | جنوب شرق            |
| 50 | مدينة هو تشي منه - Hồ Chí Minh           | منطقة 1 - Quận 1                           | 2,095.1       | 7,162,864 | 3,418.9        | 83.3     | جنوب شرق            |
| 51 | محافظة أن زانغ - An Giang                | لونغ سوين - Long Xuyên                     | 3,536.8       | 2,142,709 | 605.8          | 28.4     | دلتا ميكونغ         |
| 52 | محافظة باك ليو - Bạc Liêu                | باك ليو - Bạc Liêu                         | 2,584.1       | 856,518   | 331.5          | 26.1     | دلتا ميكونغ         |
| 53 | محافظة بن تشي - Bến Tre                  | بن تشي - Bến Tre                           | 2,360.2       | 1,255,946 | 532.1          | 9.9      | دلتا ميكونغ         |
| 54 | محافظة كا ماو - Cà Mau                   | كا ماو - Cà Mau                            | 5,331.7       | 1,206,938 | 226.4          | 20.4     | دلتا ميكونغ         |
| 55 | محافظة دون تاب - Đồng Tháp               | كاو لانه - Cao Lãnh                        | 3,376.4       | 1,666,467 | 493.9          | 17.8     | دلتا ميكونغ         |
| 56 | محافظة هو زانغ - Hậu Giang               | في تانه - Vị Thanh                         | 1,601.1       | 757,300   | 473.0          | 19.6     | دلتا ميكونغ         |
| 57 | محافظة كن زانغ - Kiên Giang              | راك زا - Rạch Giá                          | 6,348.3       | 1,688,248 | 265.9          | 27.0     | دلتا ميكونغ         |
| 58 | محافظة لونغ أن - Long An                 | تان أن - Tân An                            | 4,493.8       | 1,436,066 | 319.6          | 17.4     | دلتا ميكونغ         |
| 59 | محافظة سوك تشانغ - Sóc Trăng             | سوك تشانغ - Sóc Trăng                      | 3,312.3       | 1,292,853 | 390.3          | 19.4     | دلتا ميكونغ         |
| 60 | محافظة تين زانغ - Tiền Giang             | مي تاه - Mỹ Tho                            | 2,484.2       | 1,672,271 | 673.2          | 13.7     | دلتا ميكونغ         |
| 61 | محافظة تشا فينه - Trà Vinh               | تشا فينه - Trà Vinh                        | 2,295.1       | 1,003,012 | 437.0          | 15.3     | دلتا ميكونغ         |
| 62 | محافظة فين لونغ - Vĩnh Long              | فين لونغ - Vĩnh Long                       | 1,479.1       | 1,024,707 | 692.8          | 15.3     | دلتا ميكونغ         |
| 63 | مدينة كن تاه - Cần Thơ                   | منطقة ننه كيو - Ninh Kiều                  | 1,401.6       | 1,188,435 | 847.9          | 65.9     | دلتا ميكونغ         |

## السكان
تحتل فيتنام المرتبة رقم 15 في قائمة أكثر دول العالم سكاناً؛ فقد تجاوز عدد سكانها 96 مليون نسمة عام 2019، 60% منهم من الشباب الذين تقل أعمارهم عن 30 سنة.[بحاجة لمصدر]

### اللغة
تعد اللغة الفيتنامية هي اللغة الرسمية الوطنية في فيتنام، ويتحدث بها معظم سكانها. وفي بداية تاريخها كانت فيتنام تستخدم الحروف الصينية، ثم بدأ الفيتناميون في تطوير حروف اللغة الفيتنامية الخاصة بها منذ القرن الثالث عشر الميلادي. أما اليوم فهي تُكتب بواسطة أحرف لاتينيّة مع علامات صوتية إضافية لبعض الألفاظ. هذه النقحرة تمٌت بِسبب حاجة المرسلين الكاثوليك في القرن السادس عشر الميلادي إلى تحويل اللغة إلى نظام صوتي لا يستعمل الأحرف الصينيّة. ويعد المرسل الفرنسي اليسوعي ألكساندر دو رهودس هو أول من ألٌف معجم لِلّغة بعد ما قام بنقرحةٍ مرتكزاً على اللغة البرتغالية.
وقد الاستعمال الفعلي لهذه النقرحة في النظام التعليمي الرسمي منذ عام 1918م في عهد الأباطرة، لكنّها لم تصبح الكتابة الرسميّة إلا عند الاستقلال في 2 أيلول 1945.
والأقليات في فيتنام يتحدثون بعدة لغات أخرى مثل التاي والمونج والصينية والكمير، أما اللغة الفرنسية التي تعد من بقايا الاستعمار فإنها ما زال يستخدمها كبار السن كلغة ثانية. وفي السنوات الأخيرة ازدادت العلاقات بين فيتنام ودول الغرب مما جعل اللغة الإنجليزية لغة ثانية في الدولة. وأصبحت دراسة اللغة الإنجليزية إلزاماً في معظم المدارس، وبذلك حلت محل اللغة الفرنسية التي ما زالت تستخدم في بعض المدارس العالية المستوى، أما اللغة الصينية واليابانية فقد ازدادت شعبيتهما بازدياد العلاقات الفيتنامية بين البلدين.

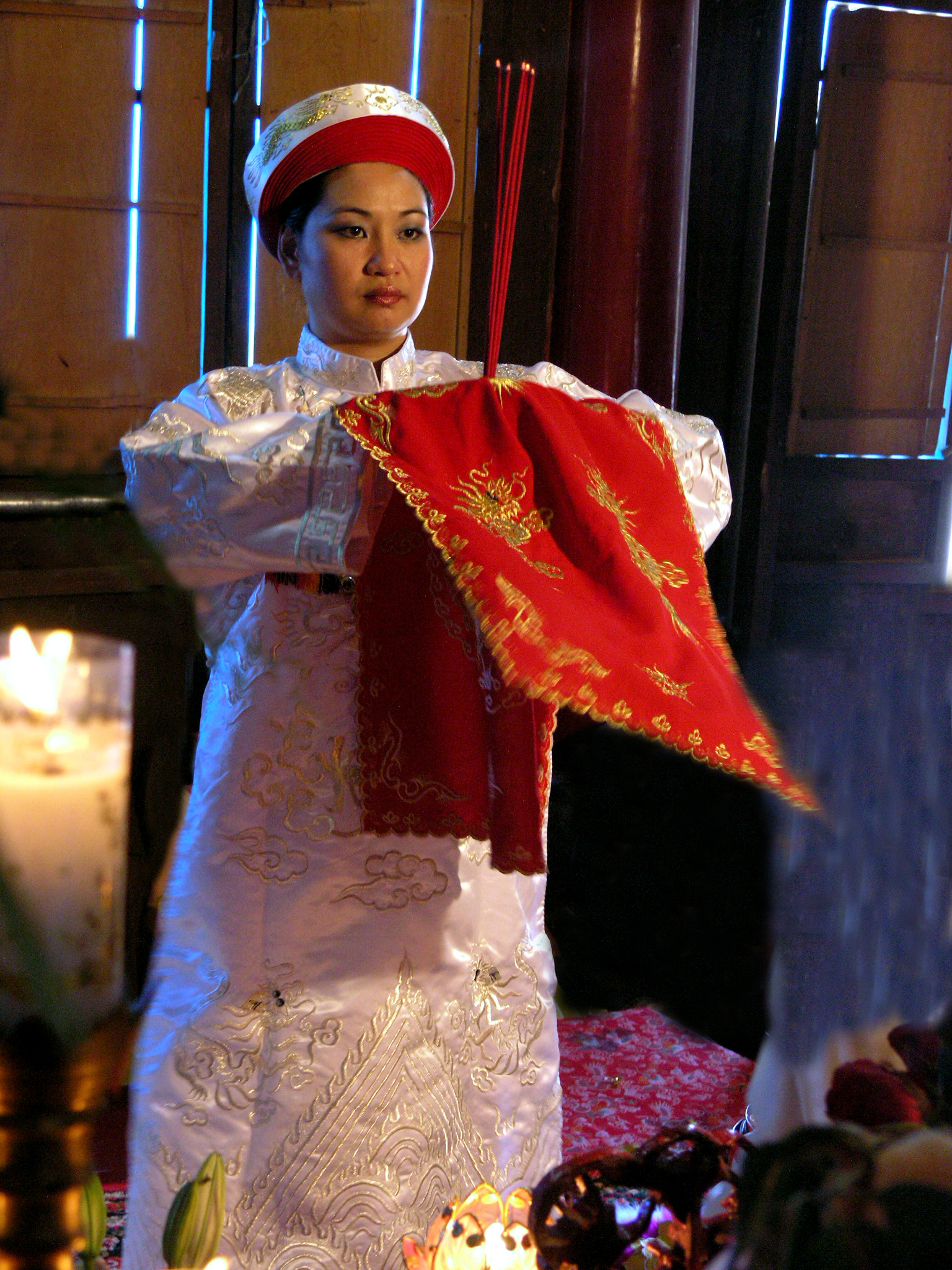
أحد ممارسات الدين الشعبي لان دونغ داخل المعبد.

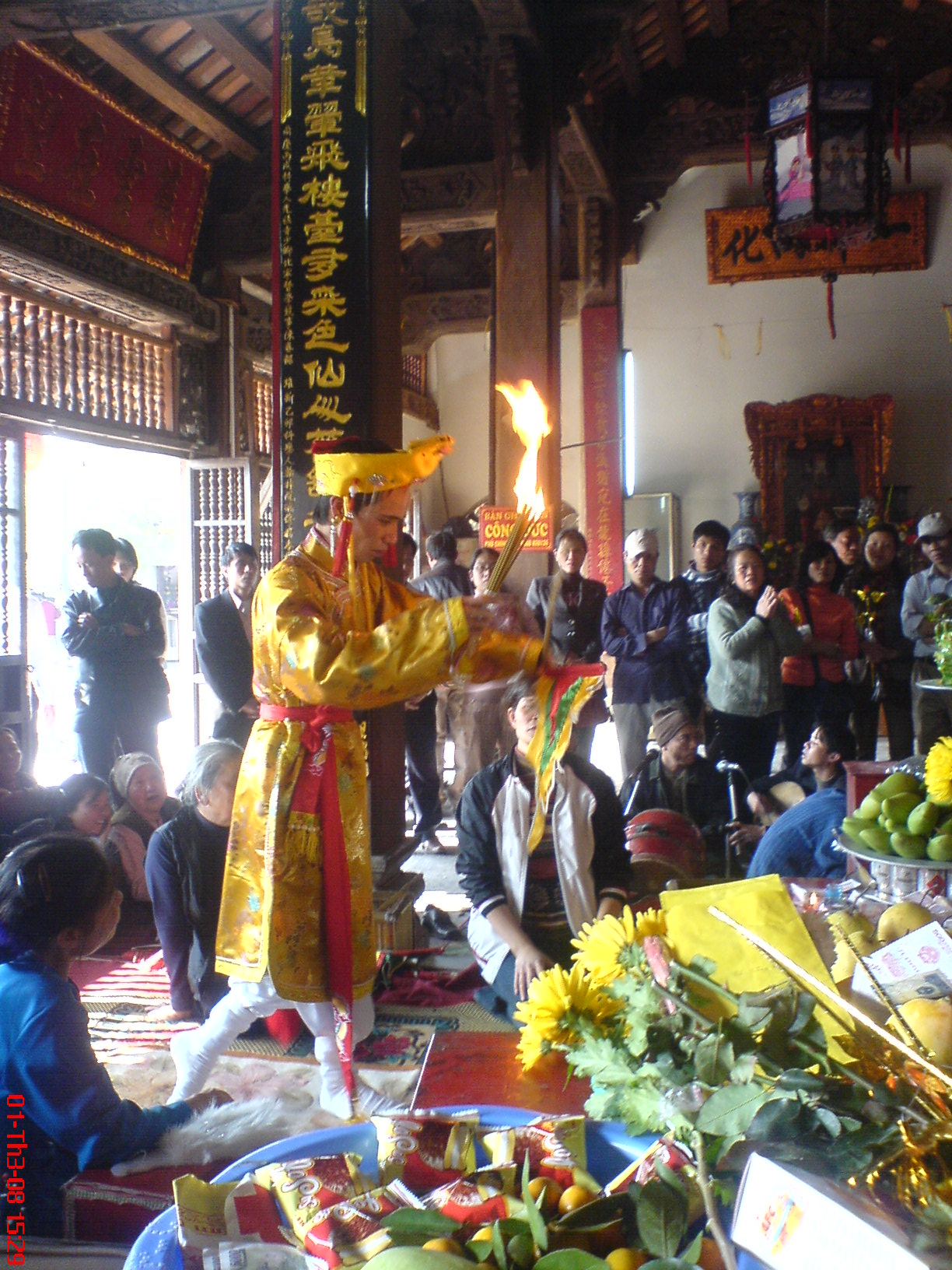
كاهن ديانة لان دونغ الشعبية.

### الدين

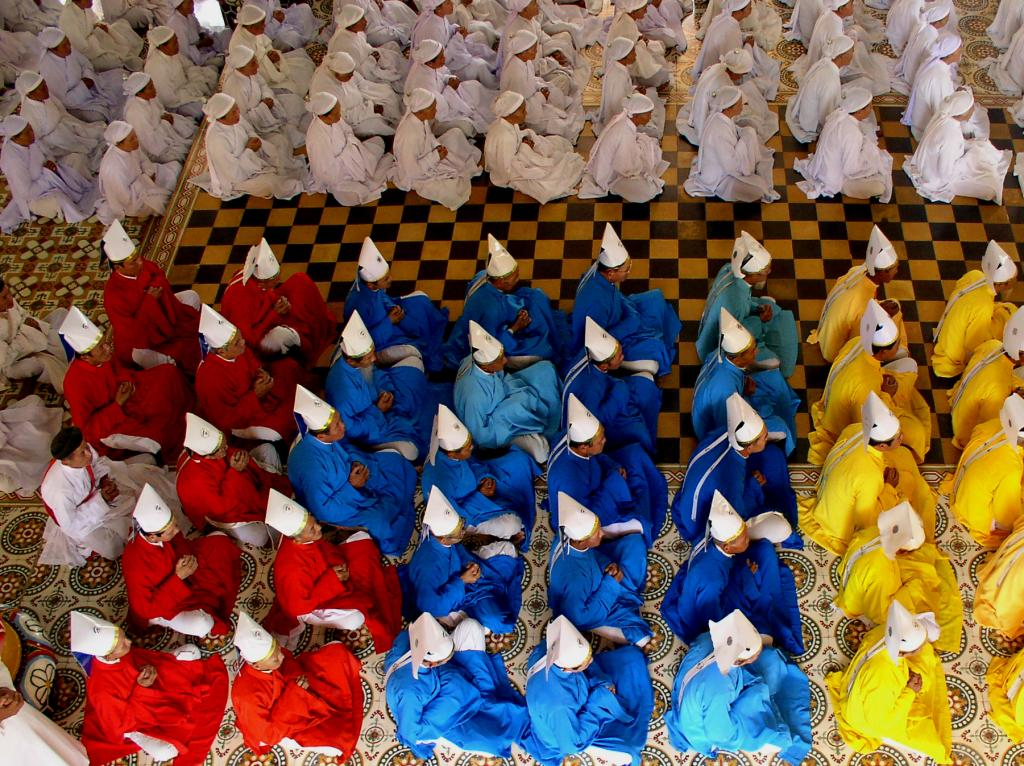
الرهبان الكاودائيين يصلون في الكرسي الرسولي الكاودائي في تاي نينه.

وفقًا لإحصاءات اللجنة الحكومية للشؤون الدينية، تمثل اللادينية / الدين الشعبي (73.7%) البوذية (14.9%) المسيحيون 8.5% (الكاثوليكية 7.4% البروتستانتية 1.1%) الهوهاوية البوذية (1.5%) ;كاودائية (بما في ذلك الجمع بين البوذية والطاوية والكونفوشيوسية) (1.2 %) أخرى (0.2%).
وفي إحصاء أخر يدين 86.32% من الفيتناميين بالديانات الفيتنامية التقليدية والادينية، ويدين 4.79% بالبوذية، و6.1% بالكاثوليكية، و 1.0% بالبروتستانتية، و 1.02% بديانة هوا هاو، و 0.58% بالكودائية، و 0.07% بالإسلام، و 0.12% أخرى.
كانت فيتنام تُعتبر تقليديًا دولة بوذية. وصلت البوذية إلى فيتنام في وقت مبكر من القرن الثاني الميلادي عبر الشمال من الصين وعبر الطرق الجنوبية من الهند. انتشرت بوذية الماهايانا لأول مرة من الهند عبر البحر إلى فيتنام حوالي عام 100 بعد الميلاد. خلال القرنين الخامس عشر والسادس عشر، أصبحت الثيرافادا بمثابة دين الدولة في كمبوديا وانتشرت أيضًا إلى الكمبوديين الذين يعيشون في دلتا ميكونغ، لتحل محل الماهايانا. البوذية التي يمارسها الفيتناميون العرقيون هي في الأساس مدرسة ماهايانا، على الرغم من أن بعض الأقليات العرقية (مثل الخمير كروم) في منطقة الدلتا الجنوبية في فيتنام) يلتزمون بمدرسة ثيرافادا.
واليوم، يعتبر أكثر من نصف السكان الفيتناميين أنفسهم من أتباع بوذية الماهايانا. ثيرافادا والبوذية الهوهاوية موجودة أيضًا بأعداد كبيرة. تختلف الممارسة البوذية في فيتنام عن تلك الموجودة في الدول الآسيوية الأخرى، ولا تحتوي على نفس الهياكل المؤسسية أو التسلسل الهرمي أو السانغاس الموجودة في البيئات البوذية التقليدية الأخرى. لقد نمت بدلاً من ذلك من علاقة تكافلية مع الطاوية، والروحانية الصينية، والدين الفيتنامي الأصلي، مع تركيز غالبية ممارسي البوذية على الطقوس التعبدية بدلاً من التأمل. وصلت بوذية تشان إلى فيتنام في وقت مبكر من القرن السادس الميلادي، مع أعمال فينيتاروتشي. بوذية الأرض النقية هي فرع واسع من بوذية ماهايانا ويقال إنها واحدة من أكثر المدارس البوذية شعبية في فيتنام، حيث يقرأ الممارسون عادة السوترات والأناشيد والداراني الذين يبحثون عن الحماية من البوديساتفاس أو حماة الدارما. في حين أن تقاليد وممارسات ومفاهيم الأرض النقية موجودة في علم الكونيات في الماهايانا، وتشكل عنصرًا مهمًا في التقاليد البوذية في فيتنام، إلا أن بوذية الأرض النقية لم يتم الاعتراف بها بشكل مستقل كطائفة من البوذية (كما تم الاعتراف بمدارس الأرض النقية، على سبيل المثال، في اليابان) حتى عام 2007، مع الاعتراف الرسمي برابطة بوذية الأرض النقية الفيتنامية كمنظمة دينية مستقلة وقانونية.

### العطلات الرسمية
| اليوم      | المناسبة            |
| ---------- | ------------------- |
| * 1 يناير  | رأس السنة الميلادية |
| *25 يناير  | رأس السنة الصينية   |
| * 30 أبريل | عيد الانتصار        |
| * 1 مايو   | عيد العمال          |
| * 2 سبتمبر | العيد الوطني        |

## الاقتصاد

### التجارة الخارجية
منذ عام 1986، بدأت الحكومة في التجديد من جميع النواحي العملية، ويخطو في الاتجاه العام لعملية التنمية والعولمة والأقلمة تدريجية. ناقش الكونغرس من الحزب الشيوعي في فيتنام في ديسمبر عام 1986 بدقة الذاتي انتقد اخطائها في السنوات الماضية، وتقييم انجازاتها بعناية، وتحليل الأخطاء والعيوب، التي تحدد من جميع النواحي تجديد السياسة. مع إيلاء أولوية قصوى للإصلاح الاقتصادي من أجل خلق عالم متعدد القطاعات في السوق والاقتصاد التي تنظمها الحكومة، في الوقت نفسه تعزيز البيئة القانونية وتجديد الحزب والدولة والهيكل. ومنذ ذلك الحين أصبح فتح الاقتصاد الفيتنامي وتحولت من الاقتصاد المخطط مركزيًا بشدة على أساس الواردات إلى سوق واحد وموجهة. وكلها تهدف إلى تحقيق التوازن في الميزانية وتشجيع الصادرات. اعتبارا من عام 1989، بدأت فيتنام لتصدير نحو 1—1.5 طن من الأرز، ومعدل التضخم انخفضت تدريجيًا (بمعدل بلغ 67.4 ٪ في عام 1990)، وتحسنت مستويات المعيشة، حصلت على تعزيز الديمقراطية، والدفاع الوطني والأمن الداخلي ازداد رسوخا، والعلاقات الخارجية استطاعت تخليص البلاد من الحصار والعزلة.
في يونيو / حزيران 1991، أكد الكونغرس عزمه على مواصلة عملية التجديد والتغلب على الصعوبات والتحديات، والحفاظ على استقرار الوضع السياسي ودحر الظلم والأنشطة السلبية، وتوجيه البلاد للخروج من الأزمة. وأقر أيضا السياسة الخارجية للتعددية والتنوع في قائلا «فيتنام تريد ان تكون صديقة لجميع البلدان الأخرى في المجتمع الدولي من أجل السلام والاستقلال والتنمية». ومع عملية التجديد، وفيتنام خطوة خطوة تجاوز العديد من الصعوبات، العوائق، وحققت نتائج كبيرة. خلال الفترة 1991-1998، فإن متوسط معدل النمو الاقتصادي بلغ 8 ٪. في عام 1999 تضرر الاقتصاد من جراء الأزمة الاقتصادية في المنطقة، والكوارث الطبيعية، بل كان نمو الناتج المحلي الإجمالي 4,5 ٪ فقط. ومع ذلك، فإن الأداء الاقتصادي هو الملهم في عام 2000 مع نمو الناتج المحلي الإجمالي من 6,7 ٪ في الأشهر التسعة الأولى. بحلول أيلول / سبتمبر 2000، بلغت الاستثمارات الأجنبية المباشرة (الاستثمار الأجنبي المباشر) 36 مليار دولار مع 2,500 المشاريع؛ التضخم انخفض من 67.1 ٪ (عام 1991) إلى 6 في المائة (في 2000)، ومستويات المعيشة لغالبية السكان تحسنت.وتصنف فيتنام ضمن الأسواق الناشئة التي تتميز اقتصاد ديناميكي ومتنوع وزيادة عدد سكنها وارتفاع نسبة الشباب فيها.

### العلوم والتكنولوجيا
(IREX) في طوكيو]]

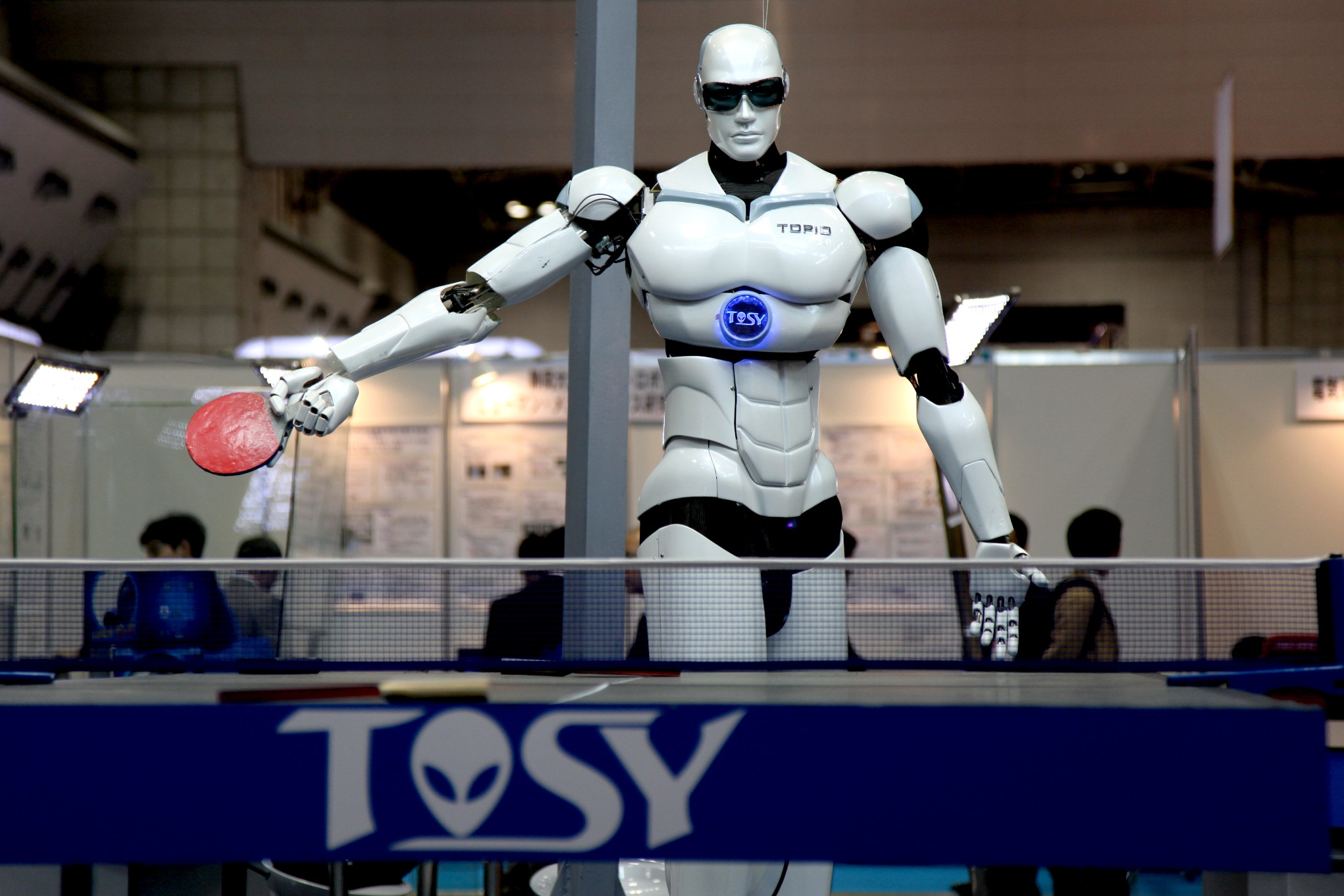
روبوت توبيو فيتنامي الصنع (إنسآلة 3.0) يلعب كرة الطاولة، عُرض في [المعرض الدولي للروبوت (IREX) في طوكيو

في عام 2010، بلغ إجمالي الإنفاق الحكومي في فيتنام على العلوم والتكنولوجيا ما يقرب من 0.45% من الناتج المحلي الإجمالي. قدّم العلماء الفيتناميون العديد من المساهمات المهمة في مختلف مجالات الدراسة، أبرزها في الرياضيات. فاز نغو تشاو باو عام 2010 بميدالية فيلدز لإثباته الفكرة الأساسية في نظرية الأشكال الذاتية. منذ أن أنشأت الحكومة أكاديمية فيتنام للعلوم والتكنولوجيا (VAST) عام 1975، تعمل الدولة على تطوير أول برنامج وطني لها لإطلاق رحلة فضائية خاصة بعد اكتمال البنية التحتية في مركز فيتنام الفضائي (VSC) في عام 2018. حققت فيتنام أيضًا تقدمًا كبيرًا في تطوير صناعة الروبوتات، مثل نموذج الإنسان توبيو.

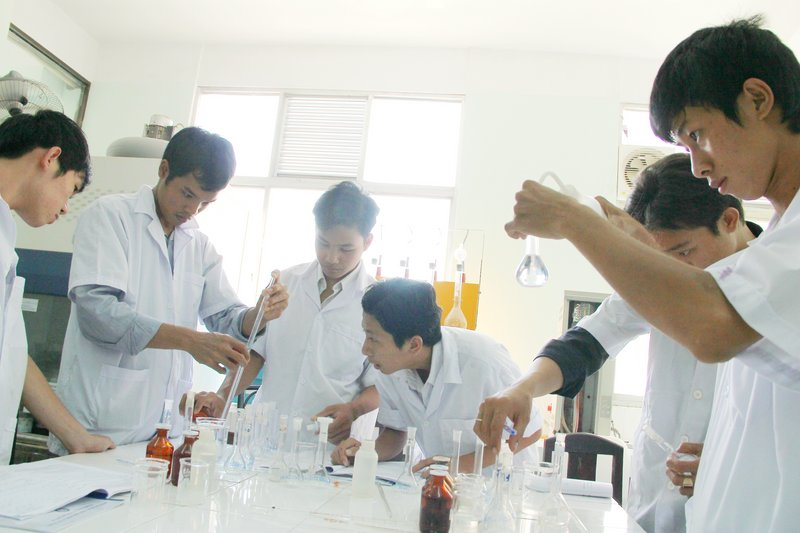

وفقا لمعهد اليونسكو للإحصاء، خصصت فيتنام 0.19٪ من ناتجها المحلي الإجمالي للبحث العلمي والتطوير في عام 2011. بين عامي 2005 و 2014، ارتفع عدد المنشورات العلمية الفيتنامية المسجلة في شبكة العلوم التابعة لطومسون رويترز بمعدل أعلى بكثير من المتوسط في جنوب شرق آسيا، وإن كان ذلك من نقطة بداية متواضعة. تركز المنشورات بشكل رئيسي على العلوم الحياتية (22%)، الفيزياء (13%) والهندسة (13%)، وهو ما يتوافق مع التطورات الحديثة في مجال علوم الحياة. إنتاج معدات التشخيص وبناء السفن.
من الجدير بالذكر أن فيتنام جاءت في المرتبة 46 في مؤشر الابتكار العالمي عام 2023، وقد ارتفع تصنيفها بشكل كبير منذ عام 2012، حيث كانت في المرتبة 76، وتقدمت مركزين في مؤشر عام 2024 لتصبح في المركز 44.

### السياحة
السياحة في فيتنام في تقدّم مستمرّ، في سنة 2017 استقبل البلد 18 مليون سائح.

#### مصدر السوٌاح
- الصين
- كوريا الجنوبية
- الولايات المتحدة
- اليابان
- جمهورية الصين «تايوان»
- أستراليا
- تايلاند
- فرنسا
- سنغافورة
- ماليزيا

#### أبرز المدن التي يقصدها السوٌاح
- العاصمة هانوي
- هو تشي منه (قديماً سايغون)، أكبر مُدن الجنوب
- مدينة هوي، المدينة الامبراطورية

#### المواقع الطبيعيّة

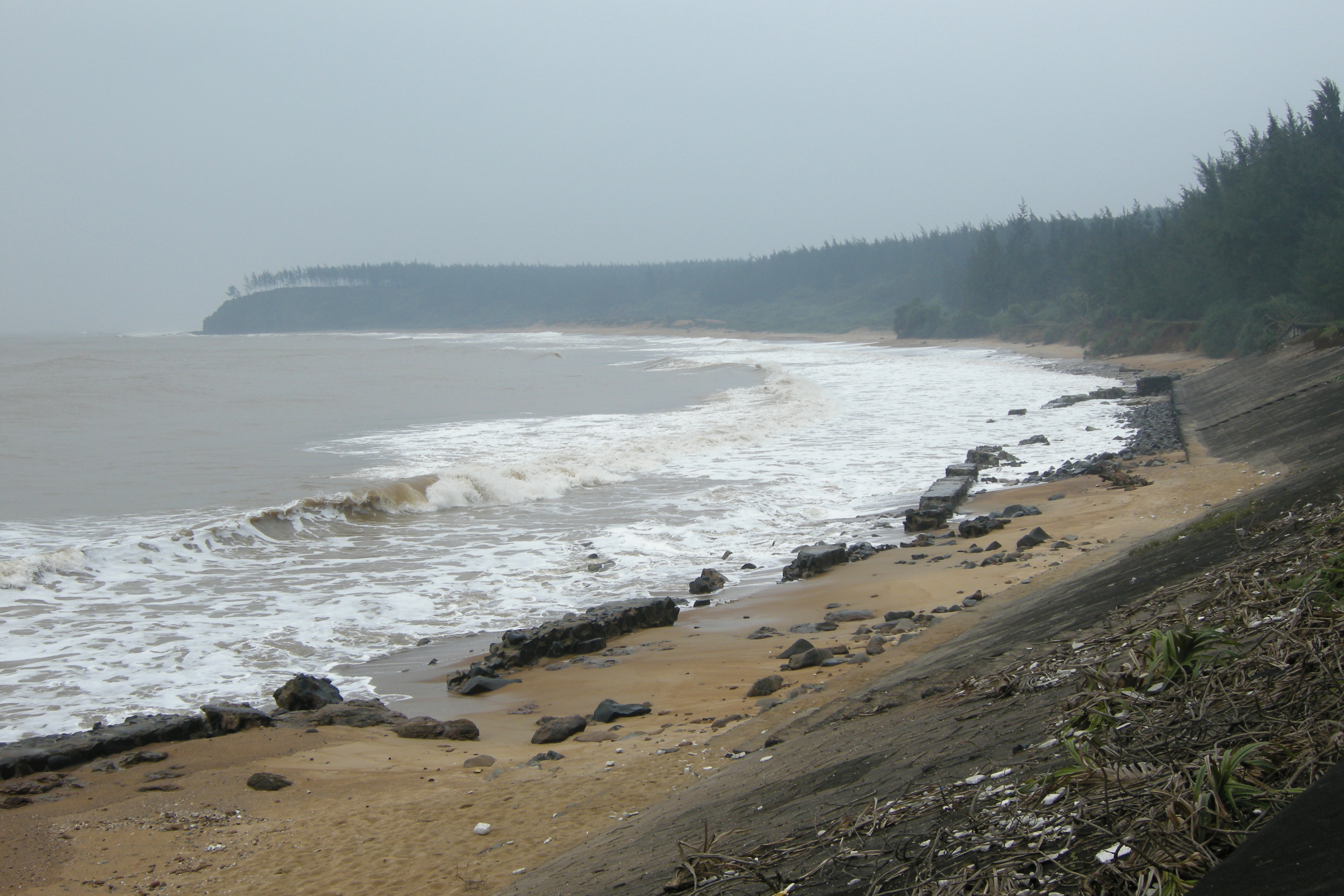
تتوفر فيتنام على ساحل بحري طويل

- خليج ها لونغ
- متنزه فونك نها - كه بانغ القومي

## الثقافة
يمكن القول أن هناك ثلاث طبقات من الثقافة متداخلة بعضها البعض خلال تاريخ فيتنام: الثقافة المحلية، والثقافة المختلطة مع كل من الصين وبلدان أخرى في المنطقة، والثقافة التي تفاعلت مع الثقافة الغربية. الميزة الأبرز للثقافة الفيتنامية هو أنها لم تسيطر عليها الثقافات الدخيلة بل على العكس من ذلك، كانت قادره على استعمال وتوطين هؤلاء من الخارج لاثراء الثقافة الوطنية.
الثقافة الوطنية الفيتنامية ظهرت واضحة من طبيعة المعيشة، فهي بلد استوائي مع العديد من الأنهار والتقاء الثقافات الكبرى. في الظروف الطبيعية (الحرارة والرطوبة والرياح الموسمية، وتدفق المياه، والمياه للزراعة الأرز...) لها تأثير ملحوظ على الحياة المادية والروحية للأمة، وخصائص وعلم النفس بالنسبة للفيتناميين.
الأمة الفيتنامية تشكلت في وقت مبكر من تاريخها، وكثيراً ما كان لكثرة الحروب وحركات المقاومة ضد الغزاة الأجانب دوراً كبيراً في نشر ثقافة معينة كان من أبرز سماتها الثقافية: الوطنية التي تعمقت في نفوس الفيتناميين لتشمل كل جوانب الحياة.

### الاستقلال
مع إعلان استقلال جمهورية فيتنام الديمقراطية من فرنسا ايلول / سبتمبر 1945، ولدت أول جمهورية مستقلة في جنوب شرق آسيا. وفي يوم 6 يناير عام 1946، عقد أول اقتراع للانتخابات العامة لانتخاب الجمعية الوطنية، الهيئة العليا للسلطة في فيتنام الجديدة.
في نوفمبر 1946، اعتمدت الجمعية الوطنية أول دستور للجمهورية.
الدستور أشار بوضوح إلى أن «فيتنام، وهي كتلة متجانسة وغير قابلة للتجزئة، بل هي جمهورية ديمقراطية؛ السلطة ملك للشعب الفيتنامي كله بغض النظر عن العرق والجنس والملكية، والطبقة الاجتماعية والدين».
المادة 4 من الدستور تنص على أن الدور القيادي للحزب الشيوعي الفيتنامي. يضمن الدستور لجميع المواطنين الحقوق الأساسية مثل حرية التعبير والصحافة والتجمع والتظاهر وتكوين الجمعيات، والمعتقد والدين وغير المعتقد والمساواة في الحقوق بين الرجل والمرأة، والحق في التعليم والرعاية الصحية، والحق في العمل، والحق في بناء المنازل، وحرية القيام بأعمال تجارية.

## وصلات خارجية
- (بالإنجليزية) بوابة حكومة فيتنام
- فيتنام في استطلاع مصور من مجلة العربي
- كهف شاندونغ